# Érone
Érone là một xã ở tỉnh Haute-Corse trên đảo Corse, Pháp. Xã này có diện tích 3,89 km², dân số năm 1999 là 8 người. Khu vực này có độ cao trung bình 780 mét trên mực nước biển.